# Challenger de Nonthaburi 2024
El torneo Nonthaburi Challenger 2024 fue un torneo de tenis perteneció al ATP Challenger Tour 2024 en la categoría Challenger 75. Se trató de la 7ª edición; el torneo tuvo lugar en la ciudad de Nonthaburi (Tailandia), desde el 1 hasta el 6 de enero de 2024 sobre pista dura al aire libre.

## Jugadores participantes del cuadro de individuales
| Favorito | País                       | Jugador           | Rank1 | Posición en el torneo |
| -------- | -------------------------- | ----------------- | ----- | --------------------- |
| 1        | Bandera de Austria         | Dennis Novak      | 165   | Primera ronda         |
| 2        | Bandera de República Checa | Zdeněk Kolář      | 174   | Segunda ronda         |
| 3        | Bandera de Italia          | Mattia Bellucci   | 177   | Primera ronda, retiro |
| 4        | Bandera vacío              | Ivan Gakhov       | 180   | Segunda ronda         |
| 5        | Bandera de Bélgica         | Kimmer Coppejans  | 186   | Segunda ronda         |
| 6        | Bandera de Kazajistán      | Beibit Zhukayev   | 188   | Baja                  |
| 7        | Bandera de Italia          | Stefano Travaglia | 193   | Primera ronda         |
| 8        | Bandera de Italia          | Marco Cecchinato  | 198   | Primera ronda         |

- 1 Se ha tomado en cuenta el ranking del 25 de diciembre de 2023.

### Otros participantes
Los siguientes jugadores recibieron una invitación (wild card), por lo tanto ingresan directamente al cuadro principal (WC):
- Maximus Jones
- Kasidit Samrej
- Wishaya Trongcharoenchaikul

Los siguientes jugadores ingresan al cuadro principal tras disputar el cuadro clasificatorio (Q):
- Hong Seong-chan
- Rio Noguchi
- Lucas Pouille
- Marat Sharipov
- Valentin Vacherot
- Arthur Weber

## Campeones

### Individual Masculino
- Valentin Vacherot derrotó en la final a  Lucas Pouille por 3–2 ret.

### Dobles Masculino
- Arthur Fery /  Joshua Paris derrotaron en la final a  Pruchya Isaro /  Maximus Jones por 6–2, 7–5